# Susumu Shikano
Susumu Shikano (* 26. Januar 1971 in Yokohama) ist ein japanischer Politologe. Seit 2009 hat er an der Universität Konstanz eine Professur für Methoden der empirischen Politik- und Verwaltungsforschung am Fachbereich für Politik- und Verwaltungswissenschaft inne.

## Akademischer Werdegang
Shikano studierte Politikwissenschaft an der Waseda-Universität und Keiō-Universität in Tokio. 1993 erhielt er die Lehrberechtigung für Mittel- und Oberschulen in den Fächern Politik und Gesellschaft, Geschichte und Geographie, setzte sein Studium jedoch fort und schloss 1995 mit dem Master ab. Anschließend ging er an die Universität Mannheim nach Deutschland, wo er bei Franz Urban Pappi 2001 promovierte sowie 2007 habilitierte.
Nach seiner Promotion war Shikano ab 2001 in Mannheim Assistenzprofessor für Politische Soziologie und Vergleichende Politikwissenschaft sowie ab 2003 Projektleiter am Mannheimer Zentrum für Europäische Sozialforschung. Zusätzlich zu seiner Tätigkeit dort war er an der Universität Potsdam von 2008 bis 2009 als Vertretungsprofessor am Lehrstuhl für Politik und Regieren in Deutschland und Europa. 2009 hatte er eine Vertretungsprofessur am Lehrstuhl für Methoden der empirischen Politik- und Verwaltungsforschung an der Universität Konstanz inne.
Für diesen Lehrstuhl, den er zuvor an der Universität Konstanz noch vertreten hatte, erhielt Shikano 2009 einen Ruf auf eine volle Professur. In Konstanz wurde er 2011 für zwei Jahre Vorsitzender des Fachbereichs Politik- und Verwaltungswissenschaft. Seit 2012 gehört er an der Universität Konstanz zudem dem Leitungsgremium der dortigen Graduate School of Decision Sciences an.
In den Jahren 2011 bis 2013 war Shikano Fellow am Hanse-Wissenschaftskolleg in Delmenhorst. Im Sommersemester 2015 war er als Gastprofessor an der Fakultät für Sozialwissenschaften an der Universität Wien.
Shikano war zwischen 2005 und 2011 einer der Sprecher des Arbeitskreises Handlungs- und Entscheidungstheorie der Deutschen Vereinigung für Politische Wissenschaft und in dieser Funktion Mitherausgeber des Jahrbuchs für Handlungs- und Entscheidungstheorie. Von der Vereinigung trat er 2015 aus.

## Forschung
Shikano befasst sich vor allem mit Themen der Politischen Soziologie, der Vergleichenden Regierungslehre und der (quantitativen) Methodenforschung.
Speziell leitete er Projekte und veröffentlichte Publikationen zur Wahl- und Wählerforschung, zum Parteienwettbewerb und zur Koalitionstheorie. 

## Veröffentlichungen (Auswahl)

### Bücher
- Christian H. C. A. Henning, Eric Linhart und Susumu Shikano (Hrsg.): Parteienwettbewerb, Wählerverhalten und Koalitionsbildung. Festschrift zum 70. Geburtstag von Franz Urban Pappi. Baden-Baden: 2009, ISBN 978-3-8329-4196-3, doi:10.5771/9783845216065-7.
- Susumu Shikano, Joachim Behnke und Thomas Bräuninger (Hrsg.): Jahrbuch für Handlungs- und Entscheidungstheorie, Band 5. Wiesbaden: 2009.
- Franz Urban Pappi und Susumu Shikano: Wahl- und Wählerforschung. Baden-Baden: 2007.
- Susumu Shikano: Die soziale Konstruktion politischer Wirklichkeit. Zur kollektiven Deutung der Bundestagswahl 1998 durch Medien und Bürger. Frankfurt/New York: 2002.

### Zeitschriftenbeiträge
- Eric Linhart und Susumu Shikano: A basic tool set for a generalized directional model. Public Choice, 2009: 140, S. 85–104.
- Susumu Shikano, Michael Herrmann und Paul W. Thurner: Strategic Voting under Proportional Representation: Threshold Insurance in German Elections. West European Politics, 2009: 32, Heft 3, S. 634–656.
- Susumu Shikano: Die Eigendynamik zur Eindimensionalität des Parteienwettbewerbs: Eine Simulationsstudie. Politische Vierteljahresschrift, 2008: 49, Heft 2, S. 229–250.